# Garm (mytologi)

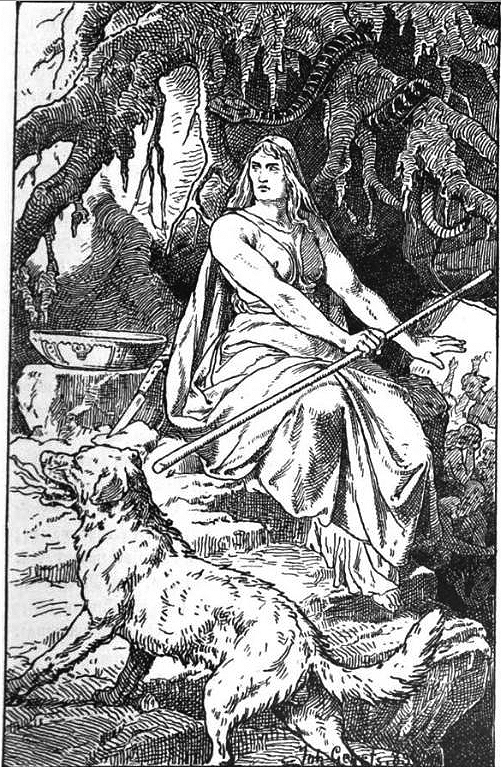
Hel med hunden Garm.

Garm (norröna Garmr) är i Vǫluspá en hund eller varg som står bunden vid Gnipahålan, och vars skällande förebådar Ragnarök. Garm har ibland identifierats med Fenrisulven, och ibland med gudinnan Hels hund, som omtalas i eddadikten "Balders drömmar" men som i dikten saknar namn. Snorre Sturlasson är i sin Edda av den uppfattningen att Garm är en hund, men han förknippar den inte med Hel. Vid Ragnarök skall Garm och Tyr, enligt Snorre, strida mot varandra och bli varandras död.

## Källtexterna

### Vǫluspá
| Garm skäller gräsligt framför Gnipahålan; fjättern skall brista, fri varder ulven. | Geyr nú garmr mjǫk fyr gnipahelli, festr mun slitna, en freki renna; |  |

Detta är första halvstrofen av ett stäv (stef, omkväde), som upprepas tre gånger i Codex Regius (stroferna 44, 49 och 58) och inte mindre än fem gånger i Vǫluspá Hauksbókar (stroferna 32, 37, 43, 48 och 52). En tolkning, som framfördes redan av Axel Olrik, är att såväl garmr som freki här betecknar Fenrisulven. Strofen säger inte att Garm är en hund; denna tolkning har gjorts utifrån verbet geyja (skälla): Ulvar ylar medan hundar skäller. Men även hundar kan yla och vargar skälla. Verbet har valts för allitterationens skull. Det viktiga är, enligt Sigurður Nordal, att stävet bör läsas odelat. Det som halvstrofen beskriver är – från dess första till dess sista rad – ett och samma skeende, nämligen hur världsundergången tar sin början. Signalen till Ragnarök kommer då ”alla fjättrar och band skall brytas och slitas av”. I stävet skildras hur Gleipner brister. Likt en bunden gårdvar (festargarmr) står ulven och gnyr, så brister fjättern och han blir fri. Detta stäv ligger som en ram kring hela ragnaröksskildringen i Vǫluspá. I strof 47 brister sedan Lokes tarmfjättrar och i strof 50 lossnar Nagelfars förtöjning. Ordet garmr kan stå som heite för både ”hund” och ”ulv” – Snorre nämner själv ”Mánagarmr” som exempel på det senare. I övrigt tycks gränsen mellan hund- och ulvnamn ha varit ganska flytande. Menglöds vakthundar (garmar) har exempelvis rena ulvnamn, Gifr och Geri. Sigurður Nordals tolkning, att ”Garm” i Vǫluspá är identisk med Fenrisulven, tycks vara den förhärskande bland moderna mytforskare.

### Gylfaginning51
Frånsett ett citat ur Grímnismál, där Garm sägs vara ”ypperst av hundar”, har Snorre Sturlasson inga andra upplysningar om Garm än att han vid Ragnarök skall kämpa mot Tyr och att de då kommer att dräpa varandra. Detta står i Gylfaginning 51.
| Nu har också hunden Garm blivit lös, där han stått bunden framför Gnipahålan. Han är det värsta odjur. Han kämpar mot Tyr, och de blir varandras bane. | Þá er ok lauss orðinn hundrinn Garmr, er bundinn er fyrir Gnipahelli. Hann er it mesta forað. Hann á víg móti Tý, ok verðr hvárr ǫðrum at bana. |  |

Här sägs inget om att Garm med sitt skällande skall förebåda Ragnarök – i stället dyker odjuret upp mitt i stridsvimlet på det blodiga slagfältet. Men troligen är striden mellan Garm och Tyr Snorres eget påhitt. Ingen annanstans omtalas denna strid – varifrån Snorre har fått uppgiften är okänt. I Vǫluspá nämns ingenting om Tyrs öde. Nordal antyder att Snorre med sitt tillägg velat täppa till denna lucka. Men kanske går Snorres berättelse tillbaka på en version av ragnaröksmyten som är äldre än Vǫluspá. I gamla germanska myter var det sannolikt guden Tiwaz (d.v.s. Tyr) som i ragnarökslaget kämpade mot Fenrisulven, skriver Hilda R. Ellis Davidson. De båda bör ha varit varandras huvudmotståndare, eftersom det var Tyr som fått ulven fjättrad och därvid förlorat sin hand. Den ”Garm”, som Snorre låter strida mot Tyr, ”kan mycket väl vara Fenrir under ett annat namn”.

### Balders drömmar
I dikten Baldrs draumar berättas om Odens färd till dödsgudinnan Hel. Hennes hund nämns i stroferna 2 och 3:
| Upp steg Oden, åldrige härskarn, och på Sleipner sadel lade. Han red ned därifrån åt Nivlhel till och mötte hunden, som från Hels rike kom. Han var blodig framtill på bröstet och gläfste länge mot galdernas fader. Fram red Oden, fasta marken dånade; och till Hels höga hus han kom. | Upp reis Óðinn, aldinn gautr, ok hann á Slęipni sǫðul of lagði, ręið niðr þaðan niflhęljar til; mœtti hvelpi, þęims ór hęlju kom. Sá vas blóðugr of brjóst framan, ok galdrs fǫður gól oflęngi, framm ręið Óðinn, foldvegr dunði, hann kom at hóu Hęljar ranni. |  |

Vad vi får veta är att Hel har en hund med blodig bringa. Dess namn omtalas inte och den är inte bunden framför Gnipahålan. Helhunden har traditionellt brukat identifieras med Garm – dock utan tvingande skäl. Fast om Garm inte är Hels hund så förrycks mytologins landskap, eftersom det då inte heller finns någon anledning att förknippa Gnipahålan med dödsriket Hel. Till detta kommer att ordet ”hund” inte finns någonstans i originaltexten. Det ord som används är hvelpr, vilket, till skillnad från dess svenska motsvarighet ”valp”, i fornvästnordiska har använts om alla däggdjursungar, till exempel ”varg-, lejon- och björnvalpar”. (Även djurets läte är osäkert. Finnur Jónsson emenderade handskriftens golv till gól of. Samma rättelse gjorde Guðni Jónsson.)

### Grímnismál44
I en inskjuten tula om ”det bästa av alla slags ting” i Grímnismál 44 nämns ”Garm” som hundnamn. Tulan har diktats på 1100-talet och tillhör inte det ursprungliga verket. Enligt Sigurður Nordal kan innehållet mycket väl vara taget efter Vǫluspá. Tulan citeras av Snorre i Gylfaginning 41.
| Yggdrasils ask är ypperst av träd, men Skidbladner av skepp, Oden av gudar, av gångare Sleipner, Bifrost av broar och Brage av skalder, Habrik av hökar och av hundar Garm. | Askr Yggdrasils, hann er œzstr viða, en Skíðblaðnir skipa, Óðinn ása, en jóa Sleipnir, Bifrǫst brúa, en Bragi skálda, Hábrók hauka, en hunda Garmr. |  |

John Lindow förvånar sig över att ”Garm” här nämns i så positiva ordalag, trots att heitet ”garmr” i alla andra sammanhang betyder förstörare (”one who destroys”). Snorre själv kallade ju Garm för ”det värsta odjur”.

## I kenningar
Som heiti förekommer Garm i flera kenningar för att beteckna företeelser eller ting som kan vålla skada. Slíðra garmr (den i skidan nedstuckna ”garm”) betyder till exempel ”svärd” (Merlínússpá I:35) och glóða garmr (glödens garm) är ”eld”. Tanken är alltså att elden, uppfattad som en bitande ulv eller hund (garmr), vilar i glöden i väntan på att blossa upp om tillfälle ges (Ynglingatal 4). I fýris garmr betecknar garmr den farligt bitande vinden (Arnor jarlaskald, Hrynhenda, strof 10).